# TN 60
A TN 60 foi uma ogiva nuclear da França, destinada a ser usada em mísseis estratégicos.
Possuía um elevado rendimento,1 megaton; a ogiva entrou em serviço em 1977, com o míssil MSBS M20 SLBM. A TN 60 foi a primeira ogiva nuclear francesa "endurecida" para penetrar a defesas anti balísticas soviéticas em torno de Moscou. A TN 60 foi substituída pela TN 61.

## Referencias
- Norris, Robert, Burrows, Andrew, Fieldhouse, Richard "Nuclear Weapons Databook, Volume V, British, French and Chinese Nuclear Weapons, San Francisco, Westview Press, 1994, ISBN 0-8133-1612-X